# Ścieranie
Ścieranie (zużycie ścierne) – niszczenie wierzchniej warstwy współpracujących, poruszających się względem siebie części. Ubytek masy, objętości lub grubości materiału jest spowodowany oddzielaniem cząstek materiału na skutek rysowania, mikroskrawania lub bruzdowania. Mikroskrawanie to odrywanie nierówności, ubytek; rysowanie to powstawanie nieciągłości, pękanie wgłębne; bruzdowanie to przemieszczenia materiału.
Zużycie ścierne występuje najczęściej, gdy występuje duża różnica twardości współpracujących części, gdy między trącymi się powierzchniami znajdują się luźne albo utwierdzone cząstki ścierniwa lub występują nierówności twardszego materiału, które działają jak mikroostrza. Podobne własności skrawające mają utlenione produkty zużycia znajdujące się w obszarze tarcia. 
Ścieranie ma miejsce również wszędzie tam, gdzie luźne ścierniwo przesuwa się po powierzchni materiału.
Szybkość zużycia ściernego zależy od składu chemicznego, parametrów geometrycznych i twardości cząstek ścierniwa znajdujących się w strefie tarcia, jak również od wzajemnej prędkości trących się części.

## Ścieralność
Ścieralność to właściwość mechaniczna materiału, której miarą jest pomiar utraty wysokości lub ubytku masy na cm2 powierzchni ścieranej próbki. Do oznaczania ścieralności używamy różnych aparatów, których dobór zależy od rodzaju materiału. Badaniu temu poddaje się materiały, które w okresie eksploatacji podlegają ścieraniu np. podłogi, nawierzchnie drogowe i lotniskowe lub zbiorniki na materiały sypkie.
1. tarcza Böhmego dla materiałów kamiennych i betonu. Urządzenie składające się z poziomo ustawionej tarczy posypanej proszkiem korundowym oraz dociśniętej do niej określoną siłą, umieszczonej w uchwycie próbki. Pomiary utraty wysokości wykonuje się po ustalonej w normie liczbie obrotów, najczęściej 440[3].
2. aparat Alpha dla drewna. Zasada działania opiera się na dociskaniu próbki do taśmy ściernej. Z różnicy grubości przed i po badaniem wyznaczamy ścieralność.
3. aparat Stuttgart dla tworzyw sztucznych. Próbka wprowadzana jest jednocześnie w ruch posuwisty i obrotowy, a ścierana wahadłem pokrytym materiałem ściernym. Po 300 podwójnych suwach mierzy się utratę grubości.
4. bęben Los Angeles dla kruszyw. Próbkę umieszcza się w bębnie razem z kulkami stalowymi o średnicy ok. 48 mm, gdzie następuje ich wzajemne ścieranie. Liczba obrotów bębna wynosi 1000. Kruszywo do warstw ścieralnych w nawierzchniach nie może wykazywać straty masy większej niż 2,5%[2].